# Ley de protección integral a las mujeres (Argentina)
La Ley de protección integral para prevenir, sancionar y erradicar la violencia contra las mujeres en los ámbitos en que desarrollen sus relaciones interpersonales, o Ley n.° 26485, es una ley nacional argentina y está dirigida a aquellas mujeres que sufren cualquier tipo de violencia (física, psicológica, sexual o simbólica) o corren peligro de sufrirla.

## Contexto
La sanción de la ley se inscribió dentro del proceso de adecuación de la legislación interna a los instrumentos internacionales y regionales de derechos humanos suscritos por el Estado argentino en la década del '90. Fue un avance basado en el reconocimiento al derecho a vivir una vida libre de violencia amparado en convenciones internacionales como la CEDAW y Belem Do Pará. El Estado argentino se comprometió a enfrentar la violencia por razones de género y asistir a sus víctimas, como así también a adoptar políticas orientadas a tales fines.
La puesta en vigencia de la ley permitió visibilizar los distintos tipos que cobra la violencia machista y las modalidades en las que suceden y especifica los tipos que cobra la violencia machista: física, psicológica, sexual, económica o patrimonial, simbólica y las modalidades: doméstica, institucional, laboral, contra la libertad reproductiva, obstétrica y mediática.
La aprobación de esta ley significó un avance en la concepción y orientación para el abordaje integral y la lucha contra la violencia hacia las mujeres en el país, ya que propone superar la mirada asentada en el abordaje de la violencia contra las mujeres como familiar o doméstica, concepción que le quita relevancia a la desigualdad entre los géneros como causante de discriminación y violencia.

## Antecedentes
La protección de la igualdad de género y la no discriminación por motivos de género es un derecho fundamental garantizado por la Constitución Argentina. Argentina cuenta con una serie de leyes y medidas destinadas a prevenir y combatir la violencia de género, como la Ley N.º 1004 de unión civil aprobada en diciembre de 2002 por la Legislatura de la Ciudad de Buenos Aires y Ley de Educación Sexual Integral, promulgada en el año 2006. 

## Tratamiento y sanción
El 26 de noviembre de 2008 el Senado de la Nación Argentina aprueba con modificaciones el proyecto de ley presentado por el senador Gerardo Morales.
El 11 de marzo de 2009 la Cámara de Diputados de la Nación aprobó por 174 votos a favor, 0 en contra, 4 abstenciones y 78 ausencias, el proyecto de ley de protección integral.
Finalmente el 10 de julio de 2010 bajo el DECRETO NACIONAL 1.011/2010, se aprueba la reglamentación de la ley 26485.

## Contenido
La ley consta de 45 artículos. Garantiza el derecho de las mujeres a vivir una vida sin violencia, y promueve el desarrollo de políticas de carácter institucional.  Designa al Consejo Nacional de las Mujeres como organismo para efectivizar las disposiciones de la ley. Define los lineamientos básicos para las políticas estatales. Crea el Observatorio de Violencia Contra las Mujeres. Define los derechos básicos y garantías mínimas de los procedimientos.

## Repercusiones
Del total aproximado de 6000 dictámenes de la Cámara Federal de Casación Penal durante los primeros 10 años de vigencia de la ley 26.485, se detectan 224 decisiones en las que se aplicó, nombró, o simplemente mencionó la ley.

### Modificaciones
- El 5 de julio de 2011, en vista de la ley 26485, se sanciona el Decreto 936/2011, el cual promueve la erradicación de la difusión de mensajes e imágenes qué estimule y/o fomenten la explotación sexual, prohíbe toda difusión de mensajes e imágenes estereotipados a través de cualquier medio masivo de comunicación que de manera directa o indirecta promueva la explotación de mujeres o de sus imágenes, injurie, difame, discrimine, deshonre, humille o atente contra la dignidad de las mujeres.[8]
- En abril de 2019, se incorpora la figura de acoso callejero como modalidad de violencia de género, modificando los artículos 6, 9 y 11.[9]

- El 20 de noviembre de 2019, el Congreso de la Nación Argentina sanciona la ley 27533, la cual establece la modificación del artículo 4 y la incorporación de incisos a los artículos 5 y 6  de la ley 26485, con el objetivo de visibilizar, prevenir y erradicar la violencia política contra las mujeres.[10]

- El 28 de octubre de 2021, mediante el decreto de necesidad y urgencia que establece que el Cuerpo de Abogadas y Abogados para Víctimas de Violencia de Género pasará a ejercer sus funciones en el ámbito del Ministerio de Las Mujeres, Géneros y Diversidad, establece la sustitución de inciso a) del artículo 11 por el siguiente: "Promover políticas para facilitar el acceso de las mujeres a la Justicia mediante la puesta en marcha y el fortalecimiento de centros de información y asesoramiento jurídico".[11]